# Клемент Атли
Клемент Ричард Атли (на английски: Clement Richard Attlee) (3 януари 1883 - 8 октомври 1967) е британски политик и държавен деец, лидер на Лейбъристката партия (25 октомври 1935 - 7 декември 1955), 62-ри министър-председател на Великобритания (26 юли 1945 - 26 октомври 1951), министър на отбраната (1945 - 1946).

## Образование
Атли получава образованието си в Юнивърсити колидж, Оксфорд, където се дипломира през 1904 г.